# Mylène & Rosanne
Mylène & Rosanne is een Nederlands zangduo, bestaande uit de tweelingzussen Mylène en Rosanne Waalewijn (Amsterdam, 12 februari 2000).

## Biografie
Mylène & Rosanne deden in 2010 en in 2011 mee aan Kinderen voor Kinderen, waarbij ze onder andere het liedje Feest voor iedereen zongen. Ook speelden zij in diverse musicals. Mylène speelde tussen 2008 en 2010 mee in de musical Joseph and the Amazing Technicolor Dreamcoat als Maria en Naomi, in 2011 samen met Rosanne in het kinderensemble van Droomvlucht en in 2012/2013 had zij de rol van de kleine Fiona in Shrek de musical. Rosanne had haar eerste musicalrol samen met Mylène in 2011–2012 in de musical Droomvlucht. Hierna volgde in 2012–2013 een grote rol als de blinde Nelly in Dik Trom.
Het duo werd ook buiten Nederland bekend door deelname aan het Junior Eurovisiesongfestival 2013 met het nummer Double me. Mylène & Rosanne won op 28 september 2013 de nationale finale en mocht daarom op 30 november 2013 Nederland vertegenwoordigen op het Junior Eurovisiesongfestival 2013 in Kiev. De tweeling eindigde hier als achtste.
In 2017 speelden de zussen in Tina de musical, een musical over het tijdschrift Tina. Hiervoor werden de zussen genomineerd voor een Musical Award in de categorie Aanstormend talent.
In 2018 spraken Mylène en Rosanne de stem in van respectievelijk Swati en Nafisa in de animatiefilm Ralph Breaks the Internet. In datzelfde jaar spraken ze de stem in van Martha en Myra Hamster in De Fabeltjeskrant: De Grote Dierenbos-spelen.
Van 2019 tot 2020 waren Mylène en Rosanne beiden te zien als onderdeel van de 100-koppige jury in het televisieprogramma All Together Now.
In 2020 sprak Rosanne de stem in van Batty in 100% Wolf.
Mylène sprak de stem in van Dawn in de sitcom Nicky, Ricky, Dicky & Dawn op Nickelodeon en de stem van Yasmina "Yaz" Fadoula in de Netflix-serie Jurassic World: Kamp Krijtastisch. Naast hun werk als stemactrice waren ze samen als actrices te zien in een reclame van Almhof en in de films De Tatta's en Dit is geen kerstfilm.
Verder was het duo te zien in verschillende televisieprogramma's, waaronder De Alleskunner VIPS in 2021 en Voor het blok in 2024.
Ondanks dat Mylène en Rosanne sinds 2013 ieder jaar een nieuw nummer uitbrengen is er nog geen album van ze verschenen.
Mylène en Rosanne studeren muziektheater in Arnhem.

## Discografie

### Singles
| Single met eventuele hitnotering(en) in de Nederlandse Top 40 | Datum van verschijnen | Datum van binnenkomst | Hoogste positie | Aantal weken | Opmerkingen                                           |
| ------------------------------------------------------------- | --------------------- | --------------------- | --------------- | ------------ | ----------------------------------------------------- |
| Glitter & Glamour                                             | 2013                  |                       |                 |              | Als onderdeel van Finalisten Junior Songfestival 2013 |
| Double me                                                     | 2013                  |                       |                 |              |                                                       |
| Me & my selfie                                                | 2014                  |                       |                 |              |                                                       |
| MooiBoy                                                       | 2015                  |                       |                 |              |                                                       |
| 1000 Mooie Wensen                                             | 2016                  |                       |                 |              |                                                       |
| Sister BFF                                                    | 2017                  |                       |                 |              |                                                       |
| Summer Vibes                                                  | 2018                  |                       |                 |              |                                                       |
| Toekomst                                                      | 2018                  |                       |                 |              | Samen met Ridder van Kooten voor Tina de musical      |
| Music is Magic                                                | 2018                  |                       |                 |              |                                                       |
| Wanna be you                                                  | 2019                  |                       |                 |              |                                                       |
| The one                                                       | 2020                  |                       |                 |              |                                                       |
| Twinty Twinty                                                 | 2020                  |                       |                 |              |                                                       |
| Frans Balkon                                                  | 2022                  |                       |                 |              |                                                       |

## Trivia
- De tweeling mocht tijdens het Junior Eurovisiesongfestival 2014 de punten geven namens Nederland.